# 伊達一行
伊達 一行（だて いっこう、1950年12月24日 - ）は、日本の小説家。本名 矢田部 実。秋田県出身。青山学院大学文学部神学科卒業。

## 略歴
- 1982年、「沙耶のいる透視図」で第6回すばる文学賞受賞。
- 1983年、『沙耶のいる透視図』が和泉聖治監督で映画化される。（公開は1986年）
- 1984年、「スクラップストーリー　ある愛の物語」が若松孝二監督で映画化される。
- 1994年、『妖言集』で第7回三島由紀夫賞候補。
- 1995年、「光の形象」（『文學界』1994年11月号）で第112回芥川龍之介賞候補。
- 1996年、「夜の落とし子」（『文學界』1996年7月号）で第116回芥川龍之介賞候補。
- 1997年、「水のみち」（『文學界』1997年6月号）第117回芥川龍之介賞候補。

## 作品リスト

### 小説
- 『スクラップ・ストーリー―ある愛の物語』（1983年、集英社/1990年9月、集英社文庫）
- 『沙耶のいる透視図』（1983年1月、集英社/1993年3月、集英社文庫）
- 『哀しみのキュベレー』（1985年3月、集英社）
- 『1.9m2の孤独』（1987年9月、學藝書林）
- 『バビロン記1980』（1988年6月、學藝書林）
- 『夜をめぐる13の短い物語』（1990年10月、阿部出版）
- 『迷い子たちの鬼ごっこ』（1991年6月、阿部出版）
- 『0回帰線』（1991年6月、集英社）
- 『かく誘うものの何であろうとも』（1992年3月、講談社）
- 『夏を閉じる日』（1992年12月、有学書林）
- 『妖言集』（1993年11月、集英社/1997年9月、集英社文庫）
- 『ワガネ沢水祭りと黄金人』（1998年12月、集英社）

### ノンフィクション
- 『みちのく女郎屋蜃気楼　アネさんたちの「昭和史」』（1990年7月、學藝書林）

## 関連人物
- 高樹沙耶 - 『沙耶のいる透視図』映画版の主演。役名をそのまま芸名とした（その後本名に改名）。